# به جای خود
تئاتر تجربی جیبوری به جای خود (به انگلیسی: Ghibli Experimental Theater On Your Mark) یک موزیک ویدئو انیمیشن است که توسط استودیو جیبوری برای ترانه به جای خود اثر گروه راک ژاپنی چیج اند اسکا ساخته شده است. این ترانه در سال ۱۹۹۴ به عنوان بخشی از تک آهنگ «قلب» منتشر شد. هایائو میازاکی پس از مواجه با سد نویسندگی در شاهزاده مونونوکه، به عنوان یک پروژه فرعی این فیلم کوتاه را نوشت و کارگردانی کرد. موزیک ویدئو غیرخطی است و تکرارهای متعدد و صحنه‌های متناوب را برای به تصویر کشیدن وقایع ارائه می‌دهد. این موزیک ویدئو جلوه‌های صوتی صحنه انیمشین را دارد اما هیچ دیالوگی ندارد. میازاکی عمداً شعرها را اشتباه تعبیر کرد تا دید خود از جهانی را ارائه دهد که در آن انسان‌ها در یک شهر زیرزمینی زندگی می‌کنند. او این ویدیو را رمزآلود ساخت تا تعابیر خلاقانه ای را در بینندگان ایجاد کند.
موزیک ویدئو داستان دو پلیس را دنبال می‌کند که به یک فرقه مذهبی حمله می‌کنند و پس از قتل‌عام، یک فرشته انسان نما را پیدا می‌کنند و او را در یک آزمایشگاه امن حبس می‌کنند. این دو نفر که از سرنوشت «فرشته» ناراحت بودند، نقشه ای طراحی می‌کنند و به آزمایشگاه می‌روند. پس از تلاش برای عبور از هواپیمای پلیس در امتداد یک جاده باریک و معلق، سه نفر در حال فرار در یک کامیون زرهی به یک ورطه سقوط می‌کنند. ناگهان کامیون زره پوش به داخل یک مجموعه آپارتمان می‌پرد و فرار آنها را ممکن می‌کند. این سه نفر با نادیده گرفتن تابش و علائم خطر، به سطح زمین فرار می‌کنند و در نزدیکی رآکتور هسته‌ای محصور شده ظاهر می‌شوند. دو مرد «فرشته» را آزاد کرده و او به آسمان پرواز می‌کند.
موزیک ویدیو بخاطر انیمیشن و توجه به جزئیات مورد استقبال و تمجید قرار گرفت. این موزیک ویدئو در ژوئن ۱۹۹۵در کنسرت پخش شد و حتی به عوان پیش نمایش کوتاه، قبل از اکران زمزمه قلب در سینماها نیز نمایش داده شد.